# Lodewijk Caspar Luzac

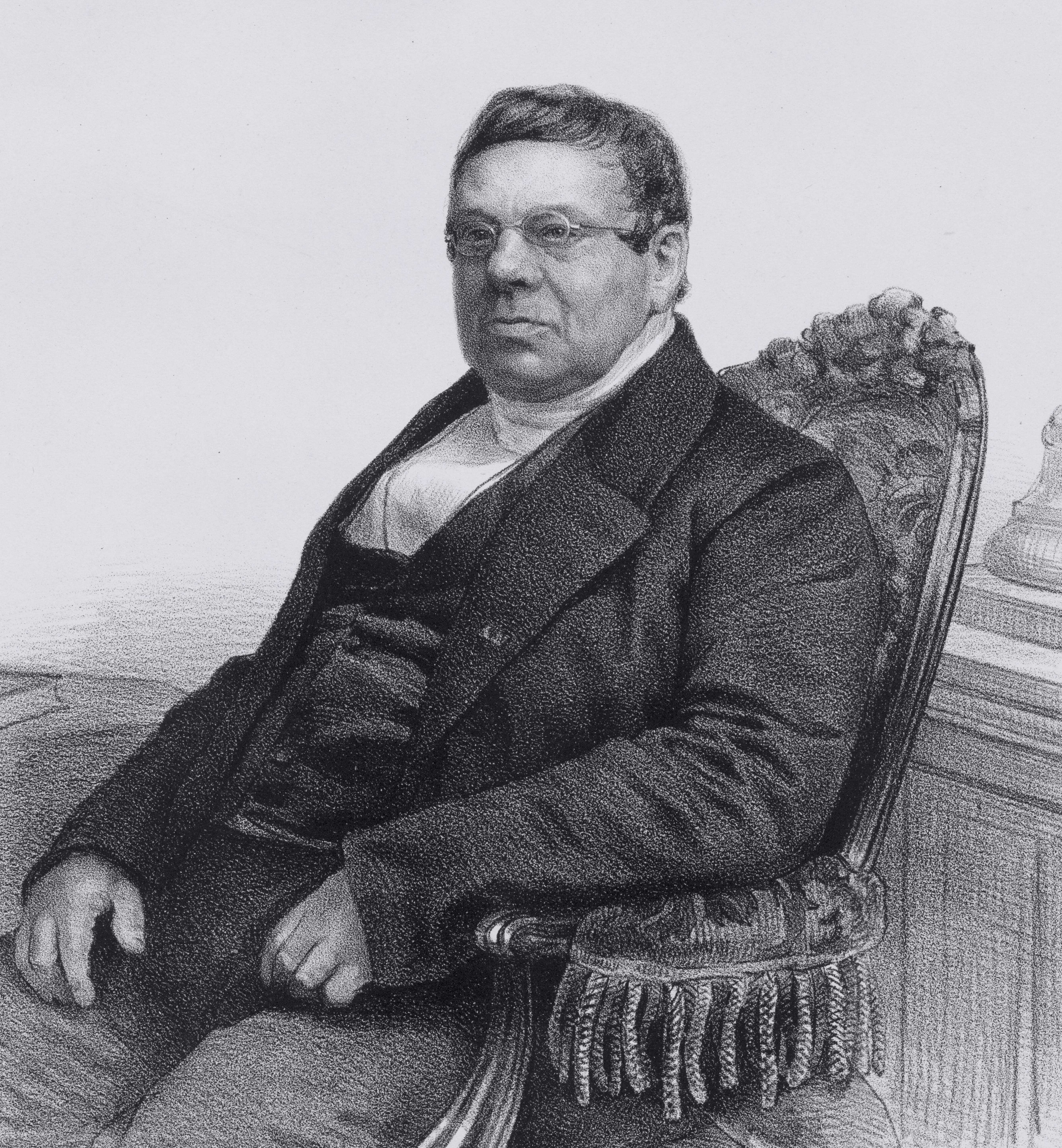
Louis Caspar Luzac

Lodewijk Caspar Luzac (* 1. August 1786 in Leiden, Provinz Zuid-Holland; † 18. Februar 1861 ebenda) war ein niederländischer liberaler Politiker, er unter anderem im Kabinett Schimmelpenninck 1848 Innenminister sowie Minister für Angelegenheiten der Reformierten Kirchen war.

## Leben
Lodewijk Caspar Luzac absolvierte ein Studium der Rechtswissenschaften und war ein Kommilitone des späteren Minister Hendrik Jacob van Doorn van Westcapelle. Nach Abschluss des Studiums war er nach seiner anwaltlichen Zulassung als Rechtsanwalt tätig. Am 20. Oktober 1828 wurde er für die Liberalen erstmals Mitglied der Zweiten Kammer der Generalstaaten (Tweede Kamer der Staten-Generaal) und gehörte dieser zum 30. Juni 1848 an. Er vertrat von 1828 bis 1840 zunächst Holland sowie daraufhin zwischen 1840 und 1848 die Provinz Zuid-Holland. Er war während seiner zwanzigjährigen Parlamentszugehörigkeit einer der maßgeblichen Gegner der Regierungspolitik der Könige Wilhelm I. (1815 bis 1840) sowie Wilhelm II., der zwischen 1840 und 1849 regierte. Am 23. Oktober 1830 wurde er Mitglied der Staatlichen Kommission zur verwaltungsmäßigen Aufteilung der Niederlande.
Luzac löste am 18. Oktober 1836 Herman Jacob Dijkmester als Vorsitzender der Zweiten Kammer der Generalstaaten ab und übte dieses Amt bis zu seiner Ablösung durch Maurits Pico Diederik van Sytzama am 17. Oktober 1837 aus. Er war ferner vom 1. Oktober 1838 bis zum 25. März 1848 Richter am Gericht für das Arrondissement Leiden. Ferner engagierte er sich zwischen dem 9. Juni 1841 und seinem Tode am 18. Februar 1861 auch als Mitglied des Kuratoriums der Universität Leiden.
1844 gehörte Lodewijk Caspar Luzac neben Johan Rudolf Thorbecke, Schelto van Heemstra, Edmond Willem van Dam van Isselt, Jacob Hendrik van Rechteren van Appeltern, Lambertus Dominicus Storm, Sebastiaan Hendrik Anemaet, Berend Wichers und Jacob de Kempenaer zu den neun Politikern (Negenmannen), die die Initiative für ein neues Grundgesetz ergriffen. Er war vom 17. März bis zum 4. November 1848 unter dem Vorsitz von Thorbecke Mitglied der Staatlichen Kommission für die Reform der Verfassung der Niederlande (Grondwetsherziening van 1848). Am 25. März 1848 übernahm er im Kabinett Schimmelpenninck das Amt als Innenminister (Minister van Binnenlandse Zaken) und hatte dieses Amt bis zum 13. Mai 1848 inne, woraufhin Jacob de Kempenaer seine Nachfolge antrat. Zugleich fungierte er vom 25. März 1848 bis zu seiner Ablösung durch Schelto van Heemstra am 30. Juni 1848 auch als Minister für Angelegenheiten der Reformierten Kirchen (Minister voor zaken der Hervormde en andere erediensten).